# Вале Салимбене
Вале Салимбене (итал. Valle Salimbene) је насеље у Италији у округу Павија, региону Ломбардија.
Према процени из 2011. у насељу је живело 400 становника. Насеље се налази на надморској висини од 72 м.

## Становништво
| 1931. | 1936. | 1951. | 1961. | 1971. | 1981. | 1991. | 2001. | 2011. |
| ----- | ----- | ----- | ----- | ----- | ----- | ----- | ----- | ----- |
| 566   | 561   | 666   | 882   | 927   | 1.140 | 1.251 | 1.353 | 1.537 |